# Shu Morooka
Shu Morooka (japanisch 師岡 柊生 Morooka Shu; * 9. Dezember 2000 in der Präfektur Tokio) ist ein japanischer Fußballspieler.

## Karriere
Shu Morooka erlernte das Fußballspielen in der Schulmannschaft der Aviation High School sowie in der Universitätsmannschaft der Tokyo International University. Seinen ersten Vertrag unterschrieb er am 1. Februar 2023 bei den Kashima Antlers. Der Verein aus Kashima, einer Stadt in der Präfektur Ibaraki, spielte in der ersten japanischen Liga. Sein Erstligadebüt gab Shu Morooka am 9. April 2023 (7. Spieltag) im Auswärtsspiel gegen Kashiwa Reysol. Bei der 1:0-Niederlage wurde er in der 68. Minute für Tomoya Fujii eingewechselt.